# Идеология
Идеологията (на гръцки: ιδεολογία; на гръцки: ιδεα – образ, идея; и на гръцки: λογος – разум, учение) е организирана система от възгледи и идеи, характерна за определена социална група, класа или политическа партия и изразяваща нейните интереси. Идеологията обединява символично натоварени възгледи и ценности, които дават обяснение и оценка за света и обществото и които целят да мотивират определен тип обществени действия и да ги направляват. Всяка идеология е консервативна форма на обществено съзнание, задържаща отвореното развитие на културната среда.

## История
Платон открива света на идеите. Идеята е смислов образец, на който вещите подражават. Наполеон пръв нарича идеолози група френски теоретици, тъй като според него те повече фантазират, отколкото изследват. Така терминът идеология започва да се различава и противопоставя на научна теория.
Терминът идеология е въведен от Антоан Дестю дьо Траси в края на XVIII век. Той смята, че може да се създаде наука, която да се занимава с идеите и техния произход. Според него идеите възникват и се оформят под влиянието на сили от материалния свят. Идеологиите са идеи, които се стремят да променят света, без да имат достатъчно съответствие с него, докато научната теория е съвкупност от идеи, чиято истина зависи от това дали идеите съответстват на фактите. Следователно идеологиите са идеите, които променят фактите, а теориите са идеи, които обясняват фактите. Идеологиите са също така идеи, обвързани с ценности. Затова в тях има морални ценности и политически възгледи. Обикновено една идеология е свързана с конкретна социална група и изразява интересите, ценностите на тази група. Идеологията е заинтересована идея, докато научната теория не е обвързана с ценности (Макс Вебер). Науката се стреми да ни представи истини за света, независимо дали те ни харесват или не.
В началото на XX век немският социолог Карл Манхайм (1893 – 1947) предлага идеологиите да се делят на два вида: идеологии, изразяващи се в оформяне на нагласите от управляващата класа, която се стреми да съхрани властта си, и на идеологии-утопии, които систематизират идеи, насочени към някакво невъзможно и идеално бъдеще. В следващите две десетилетия фашизмът, нацизмът, комунизмът и демокрацията са определени като идеологии, тъй като представляват системна схема от убеждения, обединяващи конкретна политическа воля.
През 50-те години на XX век Даниел Бел определя идеологията като система от убеждения, насочена към мотивиране на хората да предприемат или да се въздържат от определени действия. Той обявява и краят на идеологиите, смятайки, че с победата на демокрацията и благоденствието след Втората световна война понятия като раса и класа например повече няма да могат да мотивират хората. Днес идеологията се възприема като система от идеи с конкретни политически цели, която служи за обосноваване и легитимиране на конкретен политически възглед.

## Идеологии на капитализма
хронологически погледнато, основните идеологии на капитализма са:
- Класически либерализъм – идеология, развита през 19 век в Европа и Америка, посветена на идеала за ограничено управление и индивидуална свобода
- Социален либерализъм – включва социалната справедливост, идеята се състои в това, че държавата трябва да осигурява работа, здравно осигуряване и образование като същото време увеличава гражданските права
- Социалдемокрация – за разлика от марксизма, чиято цел е премахването на капитализма, социалдемокрацията се стреми да го преобразува като премахне неговите недостатъци
- Неолиберализъм – дава пълна или частична свобода на капиталистическите монополи, обявява се за ненамеса на държавата в дейността на предприятията и против наличието и развитието на държавната собственост.

## Идеология според марксизма
Виждането, че идеите са повлияни от материалното, се споделя и от марксизма. Според него идеологията е оформяне и изопачаване на възгледите на хората от икономическите условия в интерес и с помощта на господстващата класа, която чрез идеологията се стреми да легитимира властта си. След това дълго време господства негативното разбиране за идеологията като насочваща схема, която не е рационална и няма прагматична стойност.
В марксисткия модел на обществото като база и надстройка, за база служат производствените отношения, а надстройката определя господстващата идеология (религиозна, политическа и законова системи). Икономическата база определя политическата надстройка. Управляващата класа контролира средствата за производство, а класовите интереси определят надстройката и естеството на дейностите, свързани с идеологията. Така например във феодалното общество религиозната идеология играе съществена роля в надстройката, докато капиталистическото общество е доминирано от идеите на либерализма.
Основната идея на марксизма е, че икономическите интереси на господстващата класа са представени като икономически интереси на цялото общество. Цялото общество има една идеология – тази на либерализма.
Благодарение на Карл Маркс, понятието „идеология" получава прераждане. По-късно понятието се превръща в едно от централните в марксистката традиция и е развито от Антонио Грамши, Луи Алтюсер и др. (Грамши използва за идеологията термина културна хегемония). Дьорд Лукач предлага на идеологията да се гледа като на проекция на класовото съзнание.
Идеологията според Славой Жижек:
| „ | …идеология. Това не е призрачна илюзия, изградена от самите нас за убежище от непоносимата реалност, тя по своята същност е фантасмагорична конструкция, служеща за опора на нашата „реалност": „илюзия", структурираща нашите конкретни, реални социални отношения и освен това „маскираща непоносимата, реална, недостижима същност" (това, което Ернесто Лакло и Шантал Муф наричат „антагонизъм", т.е. травматичното социално разделение, неподдаващо се на символизация). Функцията на идеологията не се състои в това да ни предложи начин за бягство от реалността, а в това да ни представи самата социална действителност като убежище от дадена травмираща реална същност. | “ |

## Франкфуртска школа
Макс Хоркхаймер и Теодор Адорно, основателите на Франкфуртската школа, приемат и развиват концепцията на Маркс за „критика на идеологията" („Диалектика на просвещението", 1947 г.). Теодор Адорно прави разграничение между „обобщената идеология" на субекта и неговите идеологии в различни области на обществения живот (като политика, икономика или религия). Идеологиите на различните епохи са продукти на историческите процеси. Поддръжниците на цялостните идеологически конструкции в по-голямата си част представляват малцинства, доколкото обикновено различните идеологически системи се абсорбират и адаптират в традиционните мисловни модели, приети от мнозинството. Критиката на „общата" идеология се реализира чрез отричането на така наречената „заслепеност" и не е ограничена само до отричане на „овеществяването", въведено от Маркс и Лукач. В „Диалектика на просвещението" икономическата рационалност се подчинява на исторически активния, инструментален разум.

## Други определения
Съществуват доста голям брой дефиниции на понятието „идеология", които се различават по-специално по оценката на посочваното от тях явление.
- Идеологията според Карл Манхайм е предубедено отражение на социалната действителност, изразяващо интересите на определени групи или класи, които са на власт, и по този начин се стреми да запази статуквото;
- Идеологията според Ролан Барт е съвременен метаезичен мит, конотативна система, която приписва на обектите косвено значение и ги социализира.
- Идеологията според Ерих Фром е готов „мисловен товар", разпространяван от преса, оратори, идеолози за манипулиране на масите за цели, които нямат нищо общо с идеологията и много често са ѝ напълно противоположни.

Принос към развитието на понятието имат също така Клифърд Гиърц, Анри Льофевр, Александър Зиновиев и редица други представители на социално-хуманитарните науки.

## Съвременни анализи
Понастоящем има значителен брой анализи на различните идеологически модели. Този вид анализи са описвани като мета-идеология – изследване на структурата, формата, както и проявата на идеологиите. Метаидеологията постулира, че идеологията е взаимосвързана система от идеи, основана на няколко основни предположения за реалността, които могат да имат (или не) фактологична основа, но се явяват резултат на субективен избор, и служат за основа, от която могат да възникнат последващи размишления. Съгласно тази гледна точка, идеологиите са нито непременно правилни, нито непременно грешни, а са релативистично интелектуални стратегии за категоризация на света. Плюсовете и минусите на идеологията варират от енергията и плама на истинско вярващите до вярата в идеологическата непогрешимост и фундаменталните предразсъдъци в политиката и религията.
Трудовете на Джордж Уолфорд и Харолд Уолсби в областта на систематната идеология са насочени към изучаване на отношенията между идеологиите и социалните системи. В своя едноименен труд, Чарлз Блатберг различава политически идеологии и политически философии.
Дейвид Минар описва шест различни начина, по които се използва думата „идеология“:
- Като набор от идеи с определено „съдържание", обикновено нормативно;
- Като форма на вътрешната логическа структура, присъща на набор от идеи;
- За ролята, която играят идеите в междуличностното взаимодействие;
- За ролята, която играят идеите в структурата на организацията;
- Значение, насочено към „убеждаване";
- По възможност, като „локус" (лат.: място) на социалното взаимодействие.

За Уилард Мълинс, идеологията се състои от четири основни характеристики:
- Трябва да властва над когнитивните способности;
- Трябва да е в състояние да ръководи оценъчните съждения;
- Следва да предоставя указания за действие;
- Трябва да е логически последователна.

Мълинс подчертава, че идеологията не бива да се бърка със свързаните, но различни от нея, утопии и исторически митологии.
Немският философ Кристиан Дункер призовава за „критичен анализ на идеологическите концепции". В труда си, той се опитва да въведе концепциите на идеологията на преден план, както и тясно свързани с тях проблеми на епистемологията и историята. За Дункер, понятието „идеология“ се определя като система от методи за представяне на скрити или явни образи, претендиращи да бъдат абсолютна истина.
Макар че думата „идеология“ е най-често срещана в политически дискурс, има много видове идеология: политическа, социална, епистемологична (научна), етична и др.
Въпреки всички последвали изменения на непосредственото значение на този термин, семантичните нюанси на първоначалното значение на понятието „идеология“ са:
- Теоретично обобщение на първоначалните чувствени възприятия;
- Изпълняване на най-важните компоненти на съществуващите познания;
- Изпълняване на основните принципи за практически дейности[10].

## Политически идеологии
Много политически партии основават своите политически действия и програма на някаква идеология. В социалните науки, политическа идеология е определен етичен набор от идеали, принципи, доктрини, митове, или символи на социално движение, институция, класа, или голяма група, която обяснява как обществото би трябвало да работи, и предлага политически и културен план за определен обществен ред. Една политическа идеология до голяма степен се занимава с това как да се раздели властта и за какви цели трябва да се използва. Някои страни следват определена идеология много стриктно, докато други взимат вдъхновение от голяма, широка група от свързани идеологии, без да се посветят на една от тях.
Политическите идеологии имат две измерения:
- Цели: как обществото би трябвало да работи
- Методи: най-подходящите начини, за да се постигне идеала

Идеология е колекция от идеи. Обикновено всяка идеология съдържа някои идеи за това, което тя смята за най-добрата форма на управление (напр. демокрация, теокрация, и т.н.), и най-добрата икономическа система (напр. капитализъм, социализъм, и т.н.). Понякога една и съща дума се използва за идентифициране както на идеологията, така и на основната ѝ идея. Например, социализъм може да отнесе към икономическа система, или може да се отнесе за една идеология, която поддържа тази икономическата система.
Идеологиите също така могат да се идентифицират от позицията си на политическия спектър (като лява, центристка или дясна), въпреки че това е много често противоречива класификация. И накрая, идеологиите могат да бъдат разграничени от политически стратегии (например популизъм), както и от отделни въпроси, върху които една партия може да бъде изградена (например легализация на марихуаната).
Политическите идеологии засягат много различни аспекти на едно общество, някои от които са: икономиката, образованието, здравеопазването, трудово право, наказателно право, правосъдната система, предоставянето на социално осигуряване и социално подпомагане, търговията, околната среда, имиграция, раса, използването на военните, патриотизъм, и установена религия.
Има много предложени методи за класификация на политическите идеологии. Всеки от тези различни методи генерира конкретен политически спектър.
Днес много коментатори твърдят, че ние живеем в пост-идеологическо време, в което изкупителните, или всеобхватните идеологии са се провалили и това често се свързва с „края на историята“, описан от Франсис Фукуяма.

## Идеология и общество

### Идеология и наука
С развитието на Просвещението, разграничаването от идеологията става основна част от научния подход. За разлика от идеологията и вярата, науката се стреми да остане неутрална, интерсубективна и свободна от нормативни твърдения. Действителността в хипотезите и теориите се потвърждава по емпиричен път, с помощта на факти и опити (вж. Философия на науката).
Научните шаблони, парадигми и учения обаче могат да приобщават и негативистични идеологически подходи, като по този начин предотвратяват развитието на научното познание. Томас Кун, в своята книга „Структура на научните революции“, анализира научните парадигми като идейни школи и от гледна точка на идеологическата конкуренция. Така тези школи определят:
- какво се наблюдава и проверява;
- начинът на задаване на въпроси, свързани с темата;
- направлението, в което се интерпретират резултатите от научното изследване.

Отделни теоретици на науката, например Бруно Латур, смятат, че противопоставянето на идеологията и обективната наука е похват, който може да се използва при борба за власт и скриване на факти. Тази позиция, на свой ред е подложена на ожесточена критика, като водеща към тотална ирационализация на науката (вж. Мистификация на Сокал).

### Идеология и политика
Основната цел на повечето идеологии е да промени обществото или да създаде и се придържа към определени идеали чрез нормативен мисловен процес. Идеологията е система от абстрактни идеи, приложени към реално общество и обществени дейности и поради тази причина основано използвана в политиката. Всяка политика или икономика предполага някаква идеология зад тях, явно или неявно. Политиката, като практическа реализация на интересите на едни или други общества, социални класове и групи, винаги е тясно свързана с политическата идеология, като концептуално, теоретично отражение на тези интереси. Политическите програми се основават на определена ценностна система. Основните политически идеологии са либерализъм (уповаващ на свободата), социализъм (равенството) и консерватизъм (традиционните ценности).
В политическите дискусии често се среща обвиняването на противника в идеологизация. Такова обвинение има за цел да покаже, че позицията на политическия противник е неправилна, тъй като е основана на някаква политическа идеология. Собствената позиция в същото време (явно или неявно), се представя като основана на научен анализ на фактите, здравият разум или върху безсъмнени етични принципи. Подобен подход често е свързан с факта, че участниците в политическата дискусия не са наясно какви идеологеми (елементи на идеологиите) в действителност определят съдържанието на дискусията.

### Идеология и религия
Наред с понятието политическая идеология, широко приложение в науката има и понятието религиозна идеология. Това е вид идеология, която благодарение на обръщението към духовността, свързва обществото и личността в концепция за единното съществуване и създава интеграционни, свързващи сили между различни социални групи. Възникването на религиозни идеологии често е свързано с това, че религиозното вероизповедание започва да играе значима политическа роля. Общоприети примери за религиозни идеологии са световните религии, и особено протестантството и католицизма, независимо от това дали първоначално са имали политически мотиви. В дадените случаи под религиозна идеология се разбира не религията като цяло, а тези нейни религиозни и политически аспекти, които могат да породят религиозно движение. Понятието религиозна идеология се употребява и във връзка с понятията ортодоксия и фундаментализъм.
Политологът Матиас Хилдебранд, който прави опит да приравни едно на друго понятията религиозна идеология и фундаментализъм, счита традиционализма за общ признак на религиозните идеологии: „те претендират за това, че се връщат към първоизточниците на собствената си традиция и я освобождават от изопачаването при историческото развитие, което често се възприема от тях като процес на дегенерация“. Парадоксът на религиозните идеологии се състои в това, че въпреки претенциите им за възвръщане към истинското учение, „в голямата част от случаите, те създават съвременна религиозна идеология“.
Наред с понятието религиозна идеология в религиозната политология се разглежда понятието политическа религия. В него се подчертава тясната взаимовръзка между религиозните и политическите способи на мислене и действия.

## Критика на идеологиите
Критиката на идеологиите има специална роля през епохата на Просвещението. Главната цел на Просвещението е освобождаването на човешкото съзнание от суеверия, заблуди и предразсъдъци, които съгласно просвещенческия мироглед са нужни на средновековите владетели за легитимиране на управлението им. Френските материалисти, сред които Холбах и Хелвеций, критикуват най-вече католическата църква и характеризират догмите ѝ (по тяхното мнение, насочени към удържането на властта) като „клерикални лъжи“. Дейците на Просвещението настояват за практическа реализация на принципите на разума, науката, демокрацията и правата на човека.
Критиката на идеологията, в смисъла на Карл Попър, по-специално набляга на следните точки: догматично твърдение за абсолютната истина, тенденция да се имунизира срещу критиките, наличие на конспиративни теории, утопичните идеали на хармония и заявяването на оценъчни съждения като факти.

### Критика на тоталитарните идеологии на Карл Попър
В книгата си „Отвореното общество и неговите врагове“ Карл Попър критикува тоталитарния характер на определени идеологии, особено тези на нацизма и сталинизма. Тоталитарните политически идеологии често имат елементи на мит, изкривяване на историята и истината, отричане и дискриминиране на конкурентни идеи. След опита с националсоциализма и рухването на социализма, скептицизмът спрямо подобни осеяни с обещания и теории за спасение идеи се увеличава, особено когато те са свързани с призиви за действие или с потискането на различни идеи.
В книгата си, публикувана през 1945 г., сър Карл Попър (австрийско-британски философ и социолог) критикува платонизма, марксизма, тоталитаризма („затворено общество"), историцизма и се застъпва в подкрепа на демокрацията. В труда си Попър излага и идеята за отворено общество – общество, основано на демокрация и критичното съждение на отделните индивиди. В такова общество хората са свободни от различни табута и вземат решения въз основа на напредъка, в резултат на споразумение, консенсус. Политическият елит в такова общество не разполага с неограничена власт и може да бъде отстранен без кръвопролития.
Попър твърди, че тъй като процесът на натрупването на човешкото познание е непредсказуем, то теория за идеално държавно управление по принцип не съществува, поради което политическата система трябва да бъде достатъчно гъвкава, така че правителството да може плавно да променя политиката си. Такова общество трябва да бъде отворено за множество гледни точки и различни култури, тоест да притежава признаци на плурализъм и мултикултурализъм.

## Видове идеологии
Началото на основните съвременни идеологии е положено в началото на 19 век. Въпреки големия брой различни идеологии, в най-общ вид е прието те да се делят на:
- Социално-политически
  - Анархизъм
  - Консерватизъм
  - Либерализъм
- Класови
  - Социализъм
  - Капитализъм
- Национални
  - Нацизъм
  - Национализъм
- Други
  - Феминизъм
  - Хуманизъм

### Типология на идеологите на Курт Ленк
Политологът Курт Ленк в своята работа Народ и държава: структурни изменения на политическите идеологии през 19 – 20 век (1971 г.) предлага класификация на идеологиите. Той дели между идеологиите на апологични, комплиментарни, прикриващи и експресивни. Под апологични Ленк подразбира моделиращи идеологии, които се разпространяват върху обществените отношения. Основополагащ модел при това е тълкуването на реалността, апелиращо към рационалност и научност.

## Предпоставки за появата на нова идеология
Предпоставките за появата на нова идеология са:
- социално търсене на нови идеи;
- наличие на активна аудитория;
- наличие на институционални места и работеща мрежа за разпространение на идеите.[21]